# 人民元改革
人民元改革（じんみんげんかいかく）とは、中国の通貨である人民元を2005年7月より管理フロート制（管理変動相場制）へ移行し、同時に通貨バスケット制を導入した事をいう。変動相場制を採り入れる事で通貨の価値が事実上上がるとの観測から、人民元切り上げとも呼ばれる。

## 概要

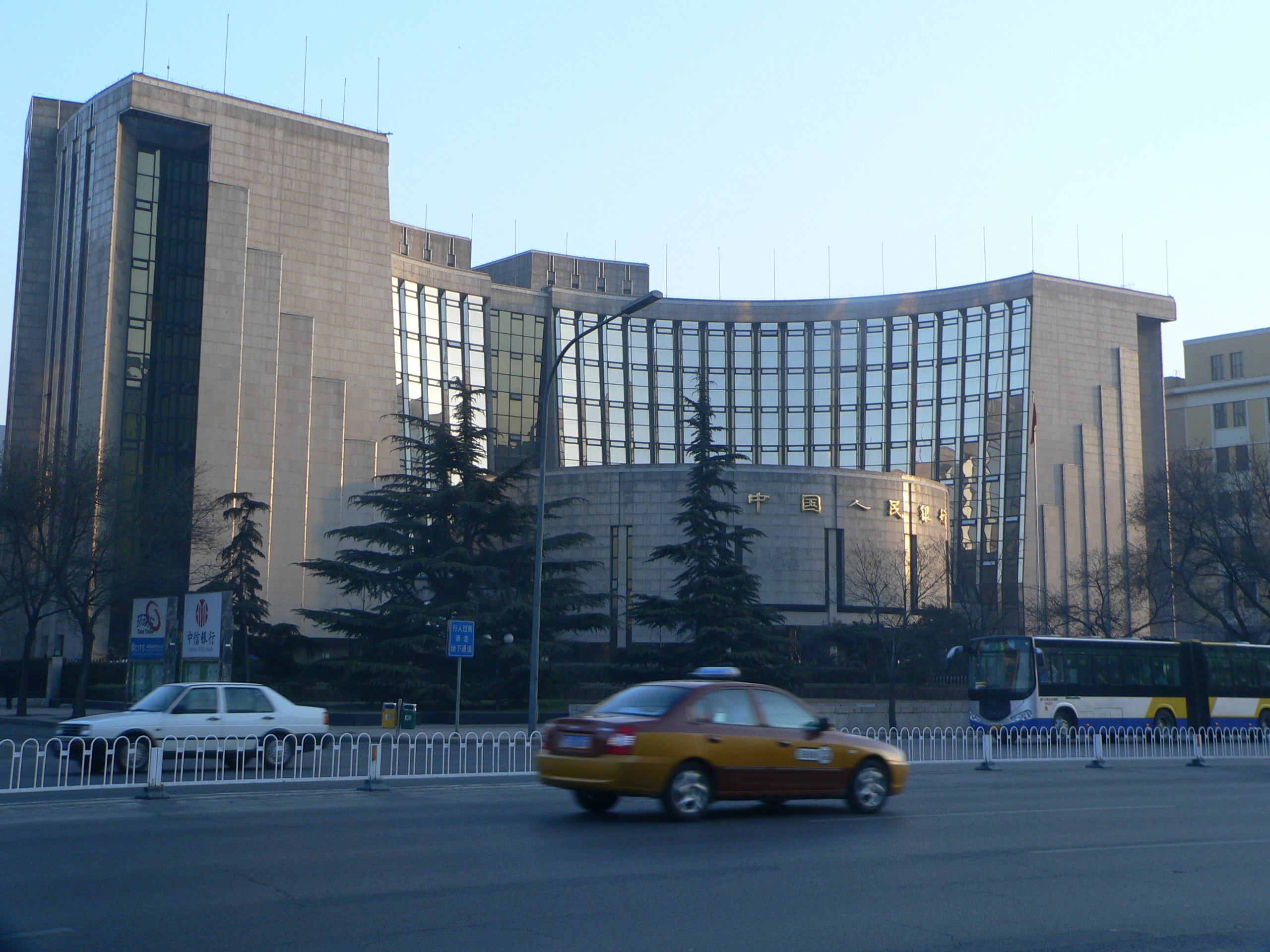
中国人民銀行（北京）

2005年7月21日に中国人民銀行により発表され、同日午後7時より実施された人民元の切り上げは、温家宝首相が2005年3月の全国人民代表大会の閉幕後の記者会見において「いつ、どんなやり方をするかは意表をつく事になる。」と明言していたものであった。また、温家宝首相は2005年6月に天津で開催されたアジア欧州会合（ASEM）財務相会議において、中国自身によって決断する「主体性」、為替の乱高下防止のための「制御可能性」、改革を徐々に進める「漸進性」、という人民元改革の3原則 を表明しており、それに合致する形での改革に至った。
人民元の先進国並みの為替相場実現と国際通貨（ハードカレンシー）化のへの試金石とも読めるこれら一連の動きは、欧米通貨に対する中国や日本を含めたアジア全体の通貨の地位の上昇など世界の貿易関係やマネー潮流に対する大きな変化の伏線となる可能性があり、そのインパクトの大きさから日本では「1971年のニクソンショックと1985年のプラザ合意に次ぐ国際通貨史の第3の転換」「ドル基軸終章の予兆」 などと報じられた。

### 変動相場制
一般に、経済力に対し30%程度過小評価されているという人民元の為替レートを約2.1%（1ドル=8.28元から1ドル=8.11元へ）引き上げ、加えてそれまでの固定相場制から、前日終値を翌営業日の中間レートとして公布し、その0.3％までの変動幅を許容する管理フロート制へ移行した。
日本等では通貨当局が市場に介入しても為替相場を完全にはコントロール出来ないのに対し、中国では通貨当局の管理下にある中国外貨取引センター（上海）で人民元の取引が行われており、そこに参加できるのは人民銀行のほか中国四大商業銀行と一部の外資系銀行に限定されている。貿易用など使途が明確でない限り人民元の取引が認められておらず投機資金が流入する余地が小さいため、人民銀行は自らの介入で容易に相場変動を制御できる、という中国特有の仕組が管理フロートを可能にしている。
中国誌『中国経営報』によれば、中国政府は当初「5%切り上げ案」と「2-3%切り上げ案」の2案を検討した。「わずかな切り上げで幅は、追加切り上げを見込んだ投機資金の流入に一層拍車がかかる」として催促相場化を避けるため小幅切り上げに反対する人民銀行に対し、中国政府は国内総生産（GDP）の減少や消費者物価（CPI）の低下により経済がデフレーションに陥る可能性を懸念し双方で意見が分かれたが、最終的には人民銀行も「為替変動制度への仕組作りが先決」として同意し、2%の切り上げ幅にとどめる事とした。

### 通貨バスケット制
アメリカドルのみと連動させてきたそれまでの制度から、アメリカドル・日本円・欧州ユーロ・韓国ウォンを主要通貨に、シンガポールドル・イギリスポンド・マレーシアリンギット・ロシアルーブル・オーストラリアドル・タイバーツ・カナダドルという、11の通貨による通貨バスケット制度に切り替えた。ただし、バスケット相場はあくまで通貨当局の運用面での参考値であり、当初人民銀行は「若干の主要通貨を選択し相応の加重平均をしてバスケットを組成する」とだけ述べ通貨比率はおろか構成通貨自体の明言も避けていた。
バスケット制の採用は中国人民銀行の「急激な変動は我が国の根本的な利益に合致しない」との意向に則したもので、貿易量に応じてバスケットの為替レートが変動する事によりある国の通貨との間で起きた変動幅がバスケット全体の中では緩和されるため、これにより為替レートでの急激な変動を抑える事ができる。
通貨バスケット制度は当時複数の東南アジア諸国連合（ASEAN）加盟国が既に導入しており、2005年2月にはロシアも採用していた。中国ではアジア通貨危機後の1999年に中国人民銀行の通貨政策委員会でバスケット制度の導入を取り上げて以来、7年という長い検討期間を経て日の目を見る形となった。

## 改革の背景
改革の背景には、以下のようなものがあるとされる。
| 月日    | 内容 |
| ------- | --- |
| 4月29日 | アメリカが中国をスペシャル301条に基づく知的財産権侵害の「優先監視国」に指定                                                            |
| 5月10日 | アメリカ議会の上院・下院に、人民元の通貨制度改革を求める法案提出                                                                       |
| 5月17日 | アメリカが中国に対し10月を期限とする制度改革を求める警告                                                                               |
| 5月19日 | ジョン・スノー財務長官が制度改革を促す特使を任命                                                                                       |
| 5月23日 | アメリカが中国繊維3品目に対するセーフガードを発動                                                                                      |
| 5月27日 | セーフガードの対象項目に4品目を追加 |
| 6月16日 | 米中2国間で繊維問題の協議を開始 |
| 6月30日 | アメリカ議会下院で、中国海洋石油総公司によるユノカル買収差し止めを可決                                                                 |
| 7月11日 | カルロス・ミゲル・グティエレス商務長官やロブ・ポートマン通商代表らが米中合同商業貿易委員会（JCCT）に出席し、知的財産権と貿易摩擦を協議 |
| 7月14日 | アメリカ議会下院で、相次いで対中経済制裁法案が提出                                                                                     |
| 7月21日 | 中国政府による人民元の通貨制度改革を発表                                                                                               |

- アメリカへの配慮
人民元の価値の低さにより外貨建価格が不当に安く据え置かれた中国製品が貿易不均衡を招き、アメリカの対中貿易赤字の増加に繋がっている。2004年の貿易赤字はその4分の1以上が中国によるもので[10]、また、対中貿易赤字そのものも2003年に比べ30％以上も増加した。アメリカ政府はこうした状況を打開すべく、為替操作国認定の警告や中国繊維7品目の緊急輸入制限、対中経済制裁法案の提出[注釈 4] など、中国政府に対し様々な圧力をかけてきた。9月に予定されていた胡錦涛国家主席の訪米およびブッシュ大統領との会談を前に、中国政府が元の切り上げを強く求めてきたアメリカに配慮したというもの[注釈 5]。
- インフレ圧力の緩和
元の切り上げを見込んだマーケットでは「熱銭」と呼ばれる短期資金（いわゆるホットマネー）の中国国内への流入が続いた。これに対し中国人民銀行が対ドル固定相場の維持を目的として介入した結果、2005年6月時点での外貨準備高が7110億ドル（5年間でおよそ3.7倍）に増加した。人民元の流通量増加がインフレ圧力の一因となっており、インフレ抑制を狙って政策金利を引き上げれば、それを当て込んだ短期資金の流入に拍車がかかって利上げ効果を相殺してしまうという悪循環に陥っていた[11]。過大な通貨供給量と、不動産を中心に過熱する景気とによって高まるインフレ圧力を、元を切り上げる事によって和らげる。
- ドル連動のリスク
中国にとって最大の輸出国であるアメリカのドルに連動する事は、中国にとっては為替リスクを避けられるため好都合であった。一方で、累積債務大国のアメリカの赤字体質は将来的なドル暴落の危険性も孕んでおり、その際には人民元も芋づる式に下落するリスクもあった[注釈 6]。また、前述のホットマネーが何らかの原因で逃げ出すと中国発のアジア通貨危機再来を招く可能性があり、従前の為替制度では投資ファンドが仕掛けやすいという構図があった。貿易決済や外貨保有を複数通貨にする事でリスクを低減することが、中長期的には中国にとってのメリットに繋がるというもの[12][注釈 7]
- エネルギー資源の輸入価格の上昇
原油消費量・自動車の保有台数・電力需要は、2020年頃にはそれぞれ現在の1.7倍、4.4倍、3倍に跳ね上がると予想されており、一次産品の輸入は今後も増え続ける事は必至である。それに対し、過小評価された人民元は輸入価格を押し上げる事につながるため企業業績を圧迫し、中国経済の競争力にとって負の要因となるとともに、国民からの政府に対する非難へと直結するという点。

## 世界の反応
財務大臣・中央銀行総裁会議（G7）は7月22日未明に「より柔軟な為替レートへ移行する中国当局の決定を歓迎」「世界経済の成長・安定に貢献」との声明を発表した。

### アジア
- 日本
谷垣禎一財相は一報が伝えられると、同日夜に「細かい内容は分析中」としつつも「柔軟性を持たせた事は歓迎」と述べ、細田博之官房長官も「敬意を表する」としてニクソン・ショックを例に挙げ「日本も1970年代に変動相場に移行した経緯がある。中国にとってもマイナスばかりではなく経済国際化への大きな一歩」と語った。その他、「歴史的に見れば大きな一歩だったと後から評価されるのではないか」「市場の需給を反映した形で柔軟性を発揮する必要がある」（竹中平蔵経済財政相）、「市場の動きを注視する」（伊藤達也金融相）など閣僚から注文や慎重な発言も飛び出した[13]。また、かねてから「中国は経済成長する過程で、世界経済と調和の取れた形になるのが望ましい」と述べていた福井俊彦日銀総裁は「高く評価」「為替レートの柔軟化により中国の経済成長がよりバランスのとれた持続的なものになる事を期待する」との談話を発表し、円相場については「大きな影響はない」と判断した。一方で予想に反して切り上げ幅が小さかった事から、柳澤伯夫政調会長代理が「ニクソン・ショックの際に日本が360円から308円に円を切り上げたのに比べたら（今回の人民元の切り上げは）何の意味もない幅」と、外務省幹部も「人民元は過去20年間で大幅に切り下げている事実も考慮し、長い歴史を見て評価する必要がある」と述べるなど、冷静な見方も目立った[14]。
中国と日本との地理的要因や貿易をはじめとする経済面での緊密さから人民元上昇によって円相場にも上昇圧力が見込まれるなど、人民元の動向は円高要因と考えられており、アメリカとの金利差拡大等を背景に円安・ドル高基調にあった当時は転機として捉えられていた[注釈 8]。これに対し外国為替問題を担当する渡邊博史財務官は21日、「為替が乱高下するようなら（然るべき）対応をする」として為替介入もあり得るとの見解を示した[15]。
一方の経済界では、静岡県にて夏季フォーラムの懇親会を催していた日本経団連だったが、席上に元切り上げのニュースが飛び込むと会場に驚きが広がった[16]。しかし想定の範囲内とも言える僅かな切り上げ幅だった事から財界人の間でも冷静な見方が相次ぎ、経団連の奥田碩会長は記者会見で「幅は予期していたよりも小さい」「今後切り上げが続いて2桁程度になれば日本や東南アジアの経済に相当な影響」と述べている[17]。
- 韓国
韓国では「小幅な切り上げでは、韓国経済に大きな影響はない」（政経済省幹部）としながらも、人民元の制度変更による為替相場への影響を調べるため韓国政府と韓国銀行とが共同で専門調査チームを設立した[18]。
- 台湾
台湾でも何美玥経済相の「2%の切り上げでは台湾ドルへの影響は軽微で、台湾の輸出には必ずしも不利に働かない」との見解が報じられたが、周阿定台湾中央銀行外匯局長が「台湾ドル相場で不正常な心理が働けば、為替レート安定のために中央銀行として市場介入もあり得る」とし、市場の反応を注視する姿勢を示した[19]。
- マレーシア
人民元の切り上げが発表された同日、マレーシア国立銀行も中国に追従する形で自国通貨リンギットと米ドルとの固定相場制を廃し、複数通貨による通貨バスケット制度および管理変動相場制に移行する事を発表した。マレーシアでは中国と同様に好調な輸出に支えられて外貨準備高が過去最高を更新するなどしており、人民元の追加切り上げを見込んだ投機資金のマレーシアへの過剰な流入の防止や[20]、元切り上げにより米ドルが暴落してドルに連動したリンギットが急落するのを防ぐための措置で[21]、同国での制度変更はアジア通貨危機による混乱を収拾するためにレートを固定化した1998年9月以来、約7年振りであった[22]。
管理変動相場制への移行についてアブドラ・バダウィ首相（当時）は「自国経済をより強める事になる」と、ゼティ・アクタル・アジズ国立銀行総裁も「経済にはプラスの影響」と、それぞれ記者団に語っている[20]。

### アメリカ

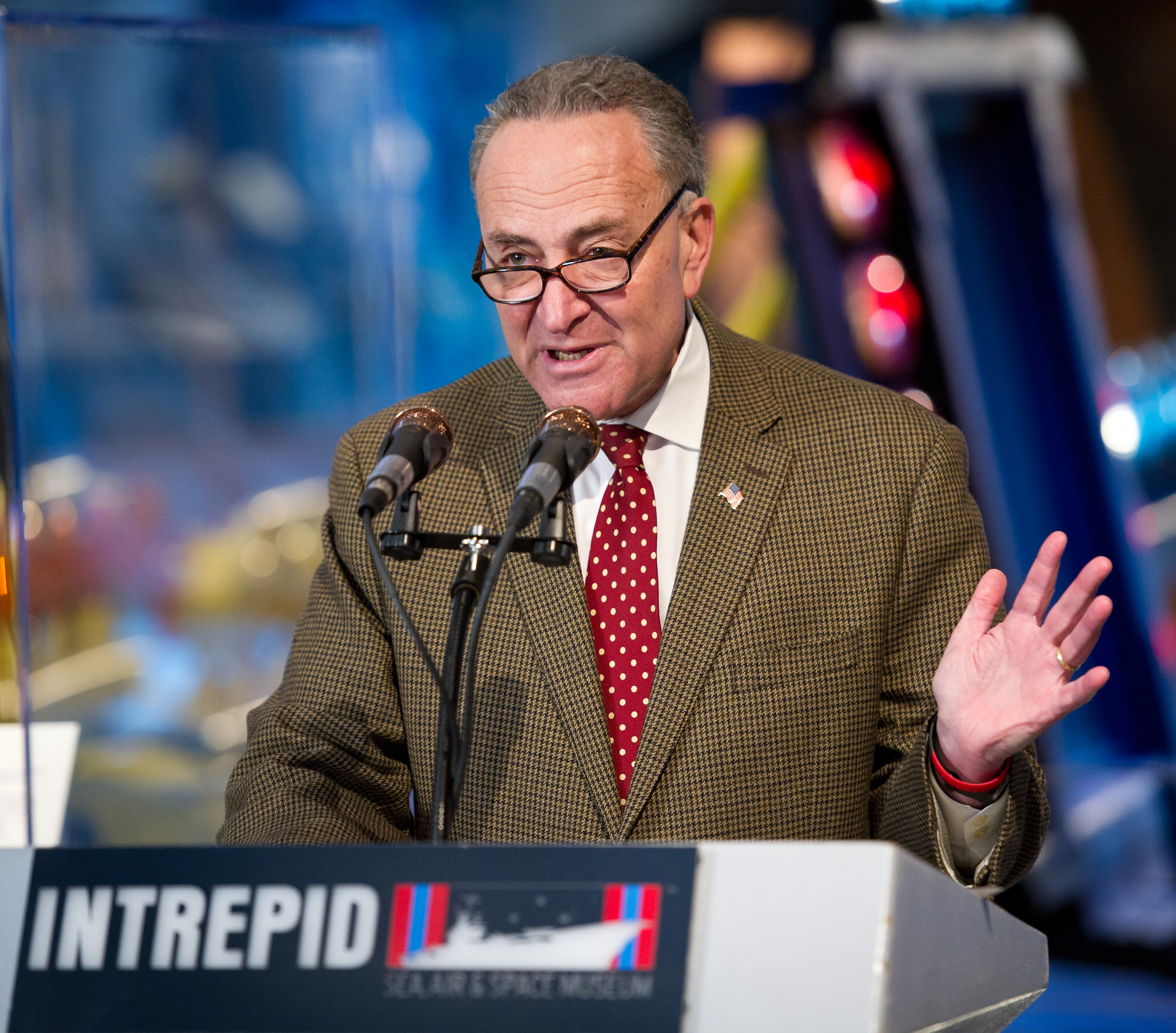
対中強硬派の急先鋒として名を馳せたチャールズ・シューマー議員
（写真は2011年）

アメリカでは前述の通り急激に拡大を続ける対中貿易赤字が、ユノカル買収騒動に象徴される中国脅威論とも相俟って中国に対する反発として表面化していた。そのような折にようやく実現した元の切り上げであっただけにアメリカとして歓迎する認識は共通していたものの、2%という切り上げ幅は“人民元は実勢に対し30-40%過小評価”というアメリカの産業界や議会との見解 から大きく乖離しており、場合によっては追加の圧力も辞さない構えを示す意見が大半を占めた。

スコット・マクレラン報道官は「中国政府による柔軟な対応な為替制度の採用に勇気づけられた」と述べブッシュ政権として好意的に捉えている意向を示し、アラン・グリーンスパンFRB議長も7月21日の上院銀行住宅都市委員会で「中国が世界市場でのプレゼンスを増すにつれ避ける事のできない多くの通貨調整に向けた最初の一歩」と証言した。一方、2003年秋の訪中より圧力を掛け続け10-15%の切り上げを打診してきたとされるジョン・スノー財務長官は「新制度を完全に実行すれば国際金融市場の安定に大きく貢献」と一定の評価をしつつも「中国が市場実勢に合わせて相場を変動させるか監視する」と語り、制度改革について詳しく調査するために担当者を即日北京へ派遣した。
また、超党派による対中報復関税法案の発起人であった民主党のチャールズ・シューマー上院議員と共和党のリンゼー・グラム上院議員は法案の採決を当面停止するとしながらも、「我々の期待よりも小幅だった」「素晴らしい一歩だがわずかな前進に過ぎない」「更に大きな進展がなければ、我々は多くを達成した事にはならない」と語り、全米製造業者協会（NAM）のジョン・イングラー理事長も「従来アメリカが期限としてきた10月迄に、中国は追加切り上げをすべき」と、それぞれ異口同音に不満を漏らしている。

### EU

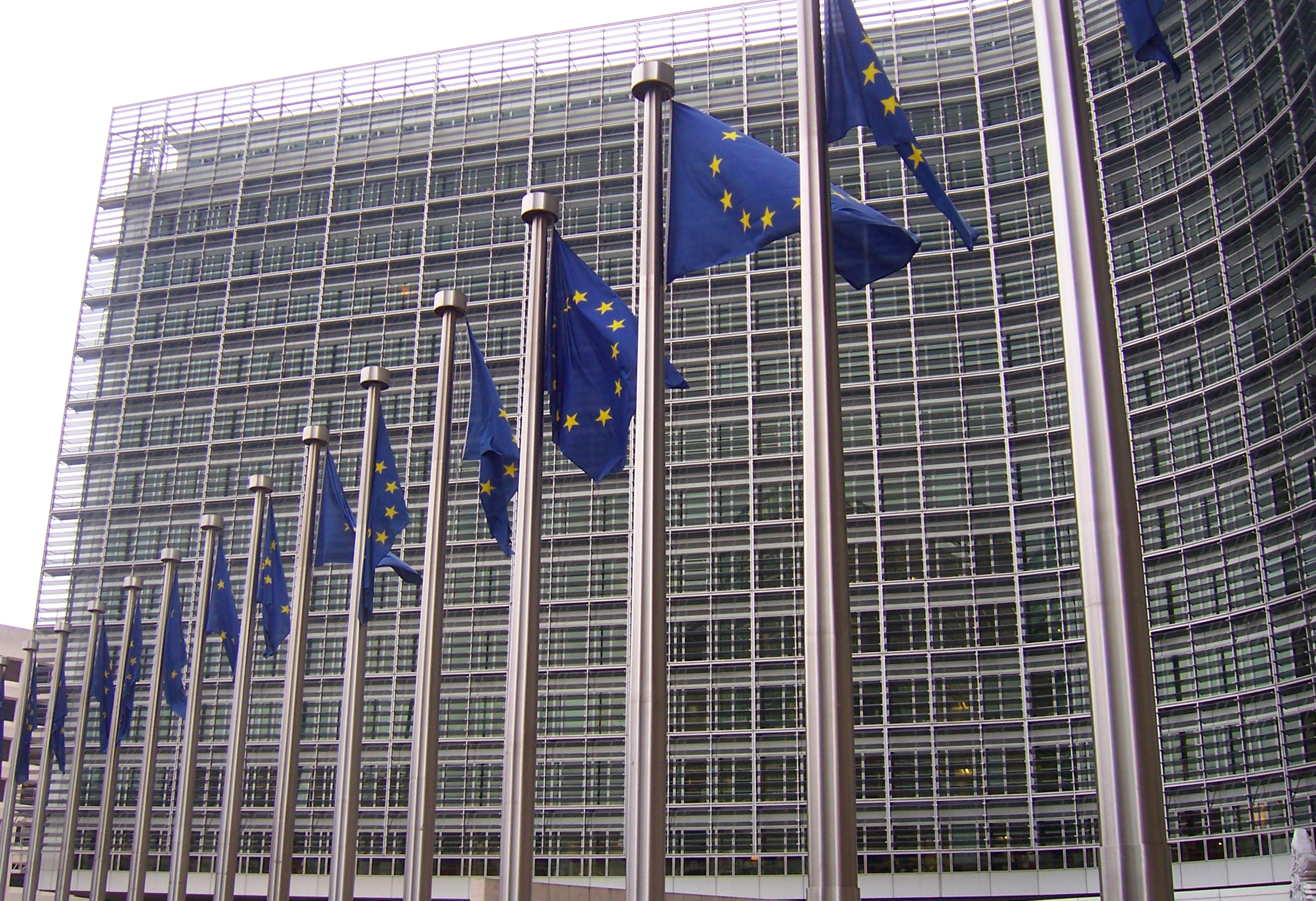
EUは元の切り上げを求めつつも、その温度は米国と一線を画していた

欧州諸国にとって中国は重要な経済パートナーであり、輸出先であると同時にまた自国の産業にとって脅威にもなる、いわば“諸刃の剣”であった。ユーロスタットによれば2004年のEU圏の対中貿易赤字は前年比31%増の590億ユーロでこの不均衡は年々拡大傾向にあり、イタリアを筆頭に地元産業に負の影響を及ぼしていた。欧州委員会は中国の繊維製品に対する緊急輸入制限をちらつかせるなどしており、米国ほど積極的な圧力を掛けないまでも、欧州委員会メンバーホアキン・アルムニアが新聞のインタビューで「中国は何をすべきか判っているはず」と述べるなど、EUとしては中国による自主的な改革を臨む姿勢を見せていた。
中国政府による人民元切り上げの一報は、欧州中央銀行（ECB）の定例理事会の開催中に伝えられた。ECB広報官は「ノーコメント」として静観しながら中国による次の一手を待つ姿勢を見せたが、ドイツのハンス・アイヒェル財相は「正しい一歩を歓迎」「中国のバランスの取れた経済成長と段階的な輸入増に繋がり、ドイツ経済に恩恵をもたらす」と表明し、イタリアの貿易当局も「イタリアの製品が息を吹き返すのに素晴らしい兆候」と、フランスの繊維業界労働組合の広報も「正しい方向へ進んで行くための小さな一歩」と述べるなど、概ね好意的に受け止められた。

### 中国国内
中国政府は、あくまで元の連動性を広げるための自主的な改革である点を翌日付の新聞等で強調したが、国内ではインターネットの掲示板で「中国人は気骨がない」「とうとうアメリカに屈した」などの意見が飛び交った。

## 人民元の歴史
- 固定相場制（1949年 - 1971年）
社会主義による計画経済体制下では、海外との取引はほとんどなく、またその政策は主に国内経済を対象としていたため、固定相場制を採用していた。
- 通貨バスケット制（1972年 - 1980年）
アメリカとの国交正常化を機に、12の通貨によるバスケット制へと移行した。これにより1974年には1ドル=3.0元を割り込むなど、歴史上で最も元高になった期間であった。

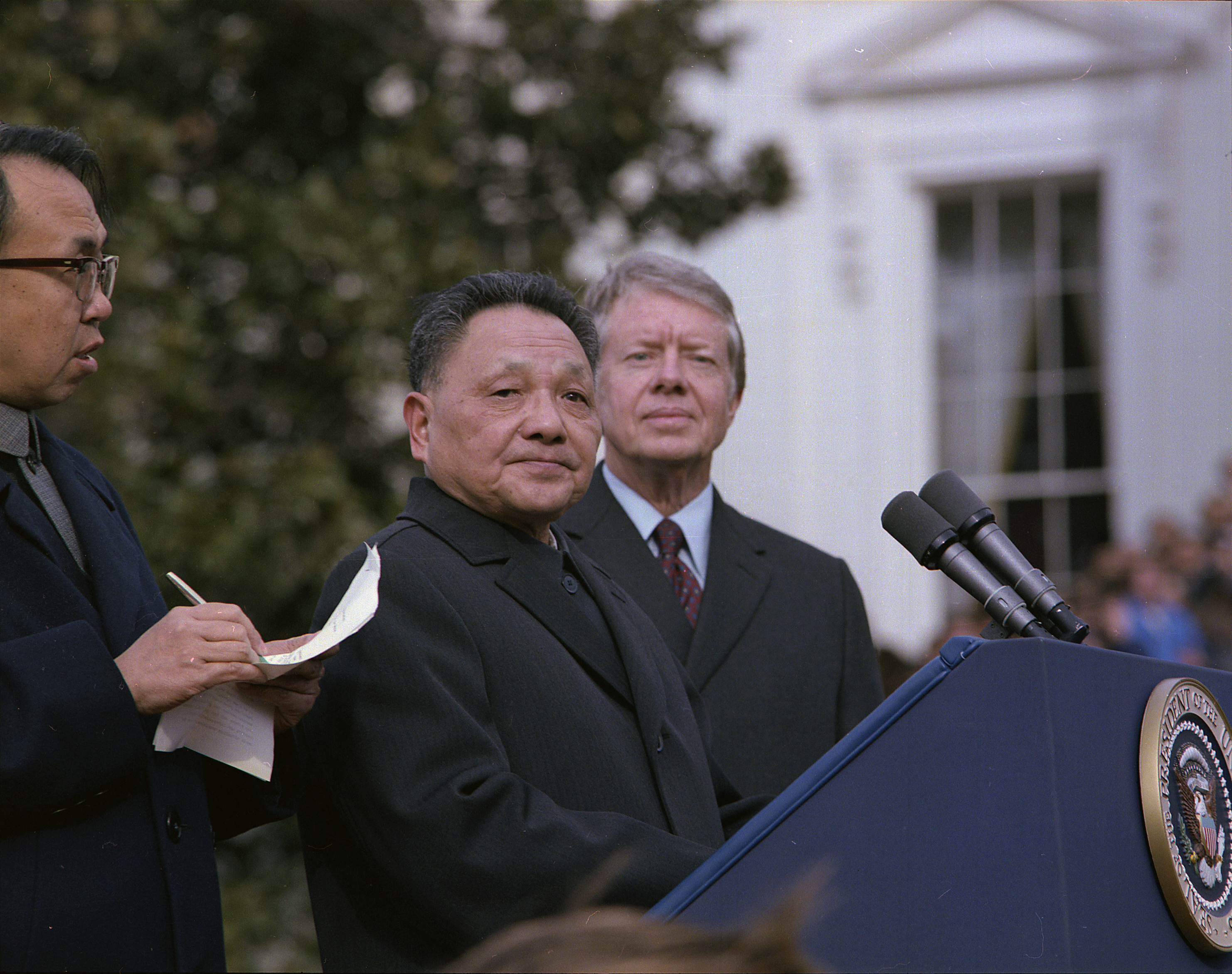
鄧小平の行った経済改革は四半世紀を経てなお道半ばである事を窺わせる

- 二重相場制（1981年 - 1993年）
鄧小平の改革開放政策の導入以降、輸出を奨励するための獲得外貨を中央政府・地方政府・企業で分けあう外貨留保制度が1980年に実施されたのを機に、貿易外取引における公定レートと貿易取引における実勢レートが並存する事となった。
- 管理フロート制（1994年 - 1997年）
鄧小平による南巡講話を皮切りに対中投資が活性化し、中国が関税および貿易に関する一般協定（GATT）加盟に乗り出すと、国際世論から二重レートの是正が加盟条件とされた。中国はそれに応じ、公定レートを、需給に基づいて管理された市場レートに統合する形で為替レートを一本化した。またその後の外国為替市場の発足により、管理フロート制へと移行した。
- 固定相場制（1997年 - 2005年）
1997年7月にアジア通貨危機が発生すると、それ以降は政策的に中国人民銀行による「ドル買い元売り」介入で1ドル8.2765元前後に維持されており、表向きは前日比0.3%以内での管理変動相場制とされているものの人民元のレートは事実上の固定相場制・ドルペッグ制（連動制）となっていた。

人民元と米ドルとの為替レート推移（1990年-2013年末）

- 管理フロート制・通貨バスケット制（2005年 - 2008年、2010年 - ）
2005年7月21日の切り上げ後は小幅な振幅ながら徐々に上昇し、2006年5月15日には12年ぶりに1ドル＝8元を超えた。2007年5月21日には前日比変動幅を従前の0/3%から0.5%に拡大した。しかし、2008年9月のリーマン・ショック以降は中国当局の人民元売り介入により実質的に1ドル＝6.83元に固定され、この実質的な固定相場制は2010年6月に変動相場に再移行するまで1年9カ月続いた。2012年4月16日より前日比変動幅を1.0%に[29]、2014年3月17日より同2%に拡大した[30]。また2015年7月24日には、貿易促進策の一環として変動幅を一段と拡大する方針が中国国務院より表明されている[31]。

### 今後の展望
2013年9月11日から9月13日まで開催された中国共産党第十八期中央委員会第三回全体会議（3中全会）の決定文において、2020年を目途に(1)為替レートの自由化、(2)人民元を貿易だけでなく投資等でも自由に取引可能とする、という2点が盛り込まれた。また会議後に中国人民銀行の周小川総裁は「中央銀行は日常的な為替レートへの介入から基本的に撤退する」と述べ、為替の変動を市場に委ねる意向を示している。

## 改革による影響

### 中国経済
現在の中国は労働集約型産業という産業形態によって、豊富かつ安価な労働力による低コスト・低価格の製品を大量に生産し、“世界の工場”として国際市場で優位に立ってきた。これこそが中国の経済急成長の牽引役であり、今後もこの産業形態を維持する事が継続的な経済成長には欠かせないため、中国は海外からの対中投資を促進し、外資企業の進出による雇用を創出してきた。しかし、元の切り上げにより海外の企業にとっては中国に投資するためのコストが上がるため、進出する海外企業は減少する可能性があるが、一方で元の切り上げにより、元の購買力も上がる。中国の貿易構造は海外から原材料を輸入し、国内で加工して第三国に輸出するの仕組みなので、元の切り上げで外資系のコストが上がる同時に、元の購買力も上がるのでコスト上昇を吸収できる。

### 日本・世界経済
安い労働力を理由に生産拠点を中国国内に設け日本やアメリカなど諸外国に輸出していた繊維・機械などの産業は競争力が低下すると見られている。軽加工品は単価が安くコストの上昇分を価格に転嫁しづらいため、中国から南アジアや東南アジアといったより労働力の安い新興国へと、生産拠点の移転などの対策を迫られるような事態を招く可能性がある。この事は、前述のアメリカの貿易赤字解消に対して懐疑的な見方を示すグリーンスパンFRB議長の「元を切り上げて中国からの輸入が減っても、（インドやベトナムなど）次の中国が出てくるだけ」との言葉にも裏打ちされている。

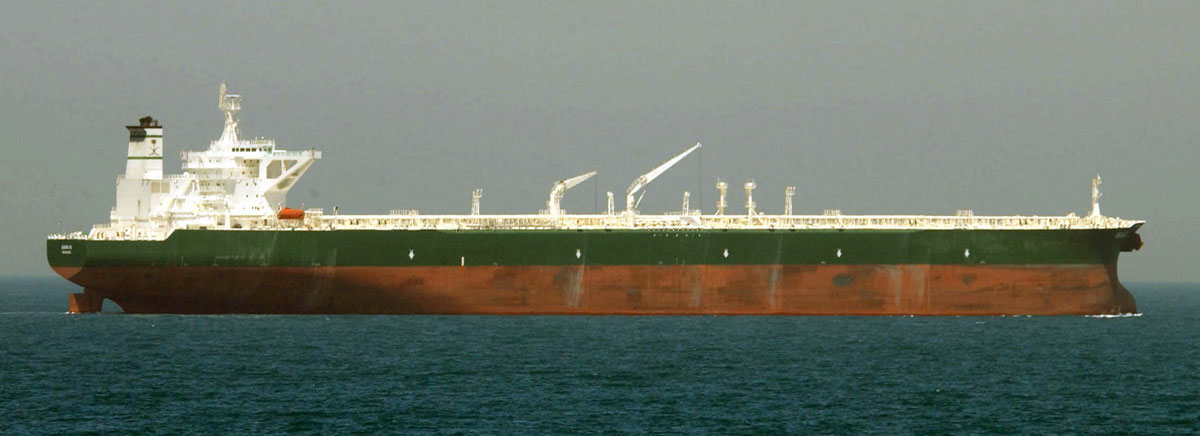
重油を運ぶタンカー
“世界の工場”から“世界の市場”へと中国の変貌は、近い将来に地球規模での資源争奪戦の勃発をも予測させる

人民元高に連動した円高・ドル安の進行による、欧米に輸出している企業への影響も懸念されている。円高・ドル安により輸出企業の競争力が低下し輸出が減少、日本の景気を停滞させる一因となるというものである。
また、元高で原油の輸入価格が下がり購買力が増すと、中国の消費者の原油需要が上向くため、それを見越した投機筋が原油を買い進める動きが強まり、原油価格がさらに高騰するという見方もある。原油だけでなく、鉄鉱石や穀物などでも同じような動きが広まる可能性がある。
一方、中国が通貨制度に柔軟性を持たせ、市場メカニズムを通じて加熱気味の国内経済をソフトランディングできれば、日本の輸出企業や現地に進出している企業は利益を継続的に享受できるため、日本の景気が踊り場から脱却する一助ともなりうる。また、中国からの輸入品の価格高騰は日本国内のデフレの解消にもつながり、中国へ輸出している企業の競争力の向上につながれば輸出が増加する、などのメリットも見込まれている。

## 関連書籍
- 榊原英資「人民元改革と中国経済の近未来」角川書店 ISBN 4047100145 (2005)
- 渡辺賢一「人民元の教科書」新紀元社 ISBN 4775304291 (2005)
- 小口幸伸「人民元は世界を変える」集英社 ISBN 4087203158 (2005)
- 関志雄・中国社会科学院世界経済政治研究所「人民元切り上げ論争」東洋経済新報社 ISBN 4492681256 (2004)
- 大久保勲「人民元切上げと中国経済」蒼蒼社 ISBN 4883600521 (2004)
- 田村秀男 「人民元・ドル・円」岩波書店 ISBN 4004308992 (2004)
- 田村秀男 「人民元が基軸通貨になる日」PHP研究所 ISBN 4569707343 (2010)